# Nain Music
Nain Music es un sello discográfico puertorriqueño fundado por Fidel Hernández en 2019. Este sello discográfico es una subdivisión del sello discográfico Rimas Entertainment.
Su enfoque musical está relacionada con la música cristiana, especialmente, en el ámbito urbano (rap, trap, reggaeton), siendo reconocidos en tan corto tiempo de fundación por galas de premios como los Premios Tu Música Urbano y Premios Arpa.

## Discografía
- Los 12 (2020): fue un proyecto colaborativo que recopiló canciones de cada uno de los integrantes del sello,[4] en alianza con Aster Media Group , donde participó el conocido cantante Yariel y también estuvieron Joseph Burgos, Ariel Ramírez, DJ Complex – Sabrina Torres & Folego de Vida, Michael Pratts, Niko Eme, Rupert Dnamiko, Eliud L'Voices, Liz Razo, Goyo, Angelouz ft Benru, y Practiko.[5]

## Miembros
- Shammai
- Funky
- Gabriel EMC
- Lizzy Parra
- Héctor Delgado
- Omy Alka
- Practiko
- Barajas
- Daniela Galeano
- Niko Eme
- Brayan Booz
- Vico C[6]